# Consell Regional d'Alvèrnia
El Consell regional d'Alvèrnia era l'assemblea elegida que dirigia la regió francesa d'Alvèrnia. Estava format per 47 membres elegits cada sis anys. La capital regional era Clarmont d'Alvèrnia. Va desaparèixer el 31 de desembre de 2015.

## Composició
Era compost de 47 membres:
- 11 consellers per Alier
- 5 consellers per Cantal
- 8 consellers per Alt Loira
- 23 consellers per Puèi Domat

## Presidents del Consell regional
- Jean Morellon (1974 - 1977)
- Maurice Pourchon (1977 - 1986)
- Valéry Giscard d'Estaing (1986 - 2004)
- Pierre-Joël Bonté (2004 - 2006)
- René Souchon (2006 - 2015)

## Eleccions regionals de 2004

### Primera volta
|           | Nombre  | % inscrits |
| --------- | ------- | ---------- |
| Inscrits  | 975.087 | 100,00     |
| Abstenció | 350.373 | 35,93      |
| Votants   | 624.714 | 64,07      |

|               | Nombre  | % votants |
| ------------- | ------- | --------- |
| Blancs i nuls | 31.345  | 5,02      |
| Vàlids        | 593.369 | 94,98     |

| Llista              | Cap de llista                         | Vots    | % vàlids | Electes |
| ------------------- | ------------------------------------- | ------- | -------- | ------- |
| LCR - LO            | Marie Savre                           | 25.389  | 4,28     | 0       |
| PCF                 | André Chassaigne                      | 54.594  | 9,20     | 0       |
| PS                  | Pierre-Joël Bonté († 18 janvier 2006) | 167.394 | 28,21    | 0       |
| Els Verds           | Yves Gueydon                          | 33.296  | 5,61     | 0       |
| MEI                 | Hubert Constancias                    | 13.287  | 2,24     | 0       |
| Divers independents | Hugues Auvray                         | 20.492  | 3,45     | 0       |
| UMP - UDF - FRS     | Valéry Giscard d'Estaing              | 215.921 | 36,39    | 0       |
| MNR                 | Claude Jaffrès                        | 6.100   | 1,03     | 0       |
| FN                  | Louis de Condé                        | 56.896  | 9,59     | 0       |

### Segona volta
|           | Nombre  | % inscrits |
| --------- | ------- | ---------- |
| Inscrits  | 974868  | 100,00     |
| Abstenció | 312847  | 32,09      |
| Votants   | 662.021 | 67,91      |

|               | Nombre | % votants |
| ------------- | ------ | --------- |
| Blancs i nuls | 29237  | 4,42      |
| Vàlids        | 593391 | 94,99     |

| Liste            | Tête de liste                             | Voix   | % exprimés | Élus |
| ---------------- | ----------------------------------------- | ------ | ---------- | ---- |
| PS-PCF-Els Verds | Pierre-Joël Bonté († 18 de gener de 2006) | 333301 | 52,67      | 30   |
| UMP-UDF-FRS      | Valéry Giscard d'Estaing                  | 299483 | 47,33      | 17   |